# Liste des planètes mineures non numérotées découvertes en mars 2019
Pour un article plus général, voir Liste des planètes mineures non numérotées découvertes en 2019.
Pour un article plus général, voir Liste des planètes mineures.
Cet article dresse la liste des planètes mineures (astéroïdes, centaures, objets transneptuniens et assimilés) non numérotées découvertes en mars 2019 dans l'ordre de leur découverte.
Au 15 janvier 2025, 661 077 des 1 434 993 planètes mineures répertoriées par le Centre des planètes mineures ne sont pas encore numérotées, soit 46,07 %.

## Rappel concernant la désignation provisoire
La désignation provisoire indique l'ordre de découverte de ces objets. En effet, cette désignation est composée de l'année de découverte (par exemple 2019) suivie de la quinzaine (demi-mois) de découverte (p.e. A = 1-15 janvier) puis de l'ordre de découverte dans cette quinzaine. Cet ordre est indiqué par une lettre et éventuellement un chiffre comme suit : A pour la première découverte, B pour la deuxième, ..., Z pour la 25e (le I n'est pas utilisé pour éviter la confusion avec 1), A1 pour la 26e, B1 pour la 27e, etc. , Z1 pour la 50e, A2 pour la 51e, B2 pour la 52e, etc. L'ordre de la numérotation ne suit donc pas l'ordre alphanumérique. 2019 AA1 suit ainsi 2019 AZ et précède 2019 AB1.

## Liste

### Du1erau 15 mars 2019
- 2019 EA
- 2019 ED
- 2019 EE
- 2019 EF
- 2019 EG
- 2019 EH
- 2019 EJ
- 2019 EK
- 2019 EL
- 2019 EN
- 2019 EO
- 2019 EP
- 2019 EQ
- 2019 ER
- 2019 ES
- 2019 ET
- 2019 EU
- 2019 EX
- 2019 EZ
- 2019 EA1
- 2019 EB1
- 2019 EC1
- 2019 ED1
- 2019 EE1
- 2019 EF1
- 2019 EG1
- 2019 EH1
- 2019 EJ1
- 2019 EL1
- 2019 EM1
- 2019 EN1
- 2019 EO1
- 2019 EP1
- 2019 EQ1
- 2019 ER1
- 2019 ES1
- 2019 ET1
- 2019 EU1
- 2019 EW1
- 2019 EX1
- 2019 EZ1
- 2019 EA2
- 2019 EB2
- 2019 EC2
- 2019 ED2
- 2019 EF2
- 2019 EH2
- 2019 EJ2
- 2019 EK2
- 2019 EL2
- 2019 EM2
- 2019 EN2
- 2019 EO2
- 2019 EP2
- 2019 EQ2
- 2019 ER2
- 2019 ES2
- 2019 ET2
- 2019 EU2
- 2019 EW2
- 2019 EC3
- 2019 EE3
- 2019 EF3
- 2019 EH3
- 2019 EJ3
- 2019 EN3
- 2019 ER3
- 2019 ES3
- 2019 EZ3
- 2019 EB4
- 2019 EF4
- 2019 EH4
- 2019 EK4
- 2019 EM4
- 2019 EN4
- 2019 EO4
- 2019 EP4
- 2019 EQ4
- 2019 EU4
- 2019 EW4
- 2019 EX4
- 2019 EY4
- 2019 EZ4
- 2019 EA5
- 2019 EB5
- 2019 EC5
- 2019 ED5
- 2019 EF5
- 2019 EG5
- 2019 EH5
- 2019 EK5
- 2019 EL5
- 2019 EM5
- 2019 EN5
- 2019 EO5
- 2019 EP5
- 2019 EQ5
- 2019 ES5
- 2019 ET5
- 2019 EU5
- 2019 EV5
- 2019 EX5
- 2019 EZ5
- 2019 EB6
- 2019 EC6
- 2019 ED6
- 2019 EE6
- 2019 EF6
- 2019 EG6
- 2019 EH6
- 2019 EJ6
- 2019 EK6
- 2019 EL6
- 2019 EM6
- 2019 EN6
- 2019 EO6
- 2019 EP6
- 2019 EQ6
- 2019 ER6
- 2019 ES6
- 2019 ET6
- 2019 EU6
- 2019 EV6
- 2019 EW6
- 2019 EX6
- 2019 EY6
- 2019 EA7
- 2019 EC7
- 2019 ED7
- 2019 EE7
- 2019 EF7
- 2019 EG7
- 2019 EH7
- 2019 EJ7
- 2019 EK7
- 2019 EL7
- 2019 EN7
- 2019 EO7
- 2019 EP7
- 2019 EQ7
- 2019 ER7
- 2019 ES7
- 2019 ET7
- 2019 EU7
- 2019 EV7
- 2019 EW7
- 2019 EX7
- 2019 EY7
- 2019 EA8
- 2019 ED8
- 2019 EE8
- 2019 EF8
- 2019 EG8
- 2019 EH8
- 2019 EM8
- 2019 EN8
- 2019 EO8
- 2019 ER8
- 2019 ES8
- 2019 ET8
- 2019 EU8
- 2019 EV8
- 2019 EW8
- 2019 EX8
- 2019 EY8
- 2019 EZ8
- 2019 EA9
- 2019 EB9
- 2019 EC9
- 2019 ED9
- 2019 EE9
- 2019 EF9
- 2019 EG9
- 2019 EH9
- 2019 EJ9
- 2019 EK9
- 2019 EL9
- 2019 EM9
- 2019 EN9
- 2019 EO9
- 2019 EP9
- 2019 EQ9
- 2019 ER9
- 2019 ES9
- 2019 ET9
- 2019 EU9
- 2019 EV9
- 2019 EW9
- 2019 EX9
- 2019 EY9
- 2019 EZ9
- 2019 EA10
- 2019 EB10
- 2019 EC10
- 2019 ED10
- 2019 EE10
- 2019 EF10
- 2019 EG10
- 2019 EH10

### Du 16 au 31 mars 2019
- 2019 FA
- 2019 FB
- 2019 FC
- 2019 FD
- 2019 FE
- 2019 FF
- 2019 FG
- 2019 FH
- 2019 FJ
- 2019 FK
- 2019 FL
- 2019 FM
- 2019 FO
- 2019 FP
- 2019 FQ
- 2019 FR
- 2019 FS
- 2019 FT
- 2019 FU
- 2019 FV
- 2019 FW
- 2019 FX
- 2019 FY
- 2019 FZ
- 2019 FA1
- 2019 FB1
- 2019 FC1
- 2019 FD1
- 2019 FE1
- 2019 FF1
- 2019 FG1
- 2019 FH1
- 2019 FJ1
- 2019 FK1
- 2019 FL1
- 2019 FM1
- 2019 FN1
- 2019 FO1
- 2019 FP1
- 2019 FQ1
- 2019 FR1
- 2019 FS1
- 2019 FT1
- 2019 FU1
- 2019 FV1
- 2019 FW1
- 2019 FX1
- 2019 FY1
- 2019 FZ1
- 2019 FA2
- 2019 FB2
- 2019 FK2
- 2019 FL2
- 2019 FM2
- 2019 FN2
- 2019 FO2
- 2019 FP2
- 2019 FQ2
- 2019 FR2
- 2019 FS2
- 2019 FT2
- 2019 FU2
- 2019 FV2
- 2019 FW2
- 2019 FX2
- 2019 FY2
- 2019 FZ2
- 2019 FA3
- 2019 FB3
- 2019 FC3
- 2019 FF3
- 2019 FO3
- 2019 FU3
- 2019 FA4
- 2019 FS4
- 2019 FV4
- 2019 FW4
- 2019 FY4
- 2019 FK5
- 2019 FM5
- 2019 FP5
- 2019 FQ5
- 2019 FR5
- 2019 FU5
- 2019 FA6
- 2019 FC6
- 2019 FD6
- 2019 FE6
- 2019 FG6
- 2019 FH6
- 2019 FJ6
- 2019 FK6
- 2019 FQ6
- 2019 FR6
- 2019 FV6
- 2019 FW6
- 2019 FY6
- 2019 FZ6
- 2019 FB7
- 2019 FC7
- 2019 FD7
- 2019 FE7
- 2019 FF7
- 2019 FH7
- 2019 FJ7
- 2019 FK7
- 2019 FL7
- 2019 FO7
- 2019 FP7
- 2019 FQ7
- 2019 FR7
- 2019 FS7
- 2019 FT7
- 2019 FU7
- 2019 FW7
- 2019 FX7
- 2019 FZ7
- 2019 FA8
- 2019 FC8
- 2019 FD8
- 2019 FE8
- 2019 FG8
- 2019 FH8
- 2019 FJ8
- 2019 FL8
- 2019 FM8
- 2019 FO8
- 2019 FP8
- 2019 FS8
- 2019 FU8
- 2019 FY8
- 2019 FA9
- 2019 FB9
- 2019 FC9
- 2019 FJ9
- 2019 FM9
- 2019 FN9
- 2019 FO9
- 2019 FP9
- 2019 FQ9
- 2019 FR9
- 2019 FS9
- 2019 FU9
- 2019 FX9
- 2019 FC10
- 2019 FF10
- 2019 FJ10
- 2019 FK10
- 2019 FM10
- 2019 FP10
- 2019 FQ10
- 2019 FS10
- 2019 FT10
- 2019 FU10
- 2019 FW10
- 2019 FY10
- 2019 FZ10
- 2019 FA11
- 2019 FB11
- 2019 FD11
- 2019 FG11
- 2019 FH11
- 2019 FJ11
- 2019 FK11
- 2019 FL11
- 2019 FN11
- 2019 FO11
- 2019 FQ11
- 2019 FR11
- 2019 FS11
- 2019 FT11
- 2019 FU11
- 2019 FV11
- 2019 FY11
- 2019 FB12
- 2019 FC12
- 2019 FD12
- 2019 FF12
- 2019 FG12
- 2019 FH12
- 2019 FM12
- 2019 FN12
- 2019 FO12
- 2019 FR12
- 2019 FS12
- 2019 FT12
- 2019 FU12
- 2019 FV12
- 2019 FW12
- 2019 FY12
- 2019 FZ12
- 2019 FA13
- 2019 FB13
- 2019 FC13
- 2019 FD13
- 2019 FE13
- 2019 FF13
- 2019 FG13
- 2019 FH13
- 2019 FJ13
- 2019 FL13
- 2019 FM13
- 2019 FN13
- 2019 FO13
- 2019 FP13
- 2019 FS13
- 2019 FU13
- 2019 FV13
- 2019 FW13
- 2019 FX13
- 2019 FY13
- 2019 FA14
- 2019 FB14
- 2019 FC14
- 2019 FD14
- 2019 FE14
- 2019 FG14
- 2019 FM14
- 2019 FN14
- 2019 FO14
- 2019 FP14
- 2019 FQ14
- 2019 FR14
- 2019 FT14
- 2019 FU14
- 2019 FV14
- 2019 FW14
- 2019 FG15
- 2019 FK15
- 2019 FL15
- 2019 FN15
- 2019 FP15
- 2019 FQ15
- 2019 FY15
- 2019 FZ15
- 2019 FB16
- 2019 FC16
- 2019 FH16
- 2019 FJ16
- 2019 FK16
- 2019 FM16
- 2019 FN16
- 2019 FO16
- 2019 FP16
- 2019 FR16
- 2019 FS16
- 2019 FT16
- 2019 FV16
- 2019 FY16
- 2019 FZ16
- 2019 FC17
- 2019 FD17
- 2019 FG17
- 2019 FH17
- 2019 FJ17
- 2019 FK17
- 2019 FL17
- 2019 FM17
- 2019 FN17
- 2019 FO17
- 2019 FP17
- 2019 FQ17
- 2019 FS17
- 2019 FU17
- 2019 FV17
- 2019 FX17
- 2019 FY17
- 2019 FZ17
- 2019 FA18
- 2019 FB18
- 2019 FH18
- 2019 FJ18
- 2019 FL18
- 2019 FN18
- 2019 FP18
- 2019 FQ18
- 2019 FR18
- 2019 FS18
- 2019 FT18
- 2019 FU18
- 2019 FV18
- 2019 FW18
- 2019 FX18
- 2019 FY18
- 2019 FZ18
- 2019 FA19
- 2019 FB19
- 2019 FD19
- 2019 FE19
- 2019 FF19
- 2019 FG19
- 2019 FH19
- 2019 FJ19
- 2019 FM19
- 2019 FN19
- 2019 FO19
- 2019 FP19
- 2019 FQ19
- 2019 FR19
- 2019 FT19
- 2019 FU19
- 2019 FW19
- 2019 FX19
- 2019 FY19
- 2019 FZ19
- 2019 FD20
- 2019 FF20
- 2019 FH20
- 2019 FJ20
- 2019 FK20
- 2019 FL20
- 2019 FM20
- 2019 FN20
- 2019 FO20
- 2019 FQ20
- 2019 FR20
- 2019 FS20
- 2019 FU20
- 2019 FV20
- 2019 FW20
- 2019 FX20
- 2019 FY20
- 2019 FZ20
- 2019 FA21
- 2019 FB21
- 2019 FE21
- 2019 FF21
- 2019 FG21
- 2019 FH21
- 2019 FJ21
- 2019 FK21
- 2019 FL21
- 2019 FN21
- 2019 FO21
- 2019 FQ21
- 2019 FS21
- 2019 FU21
- 2019 FV21
- 2019 FX21
- 2019 FY21
- 2019 FZ21
- 2019 FA22
- 2019 FB22
- 2019 FD22
- 2019 FE22
- 2019 FF22
- 2019 FG22
- 2019 FJ22
- 2019 FK22
- 2019 FL22
- 2019 FM22
- 2019 FN22
- 2019 FO22
- 2019 FQ22
- 2019 FR22
- 2019 FS22
- 2019 FT22
- 2019 FU22
- 2019 FV22
- 2019 FW22
- 2019 FX22
- 2019 FY22
- 2019 FZ22
- 2019 FA23
- 2019 FB23
- 2019 FC23
- 2019 FE23
- 2019 FG23
- 2019 FH23
- 2019 FJ23
- 2019 FK23
- 2019 FL23
- 2019 FM23
- 2019 FN23
- 2019 FO23
- 2019 FP23
- 2019 FQ23
- 2019 FR23
- 2019 FS23
- 2019 FT23
- 2019 FV23
- 2019 FW23
- 2019 FX23
- 2019 FY23
- 2019 FZ23
- 2019 FA24
- 2019 FB24
- 2019 FC24
- 2019 FD24
- 2019 FF24
- 2019 FJ24
- 2019 FM24
- 2019 FO24
- 2019 FP24
- 2019 FQ24
- 2019 FR24
- 2019 FS24
- 2019 FT24
- 2019 FU24
- 2019 FW24
- 2019 FX24
- 2019 FY24
- 2019 FZ24
- 2019 FA25
- 2019 FB25
- 2019 FC25
- 2019 FD25
- 2019 FF25
- 2019 FG25
- 2019 FH25
- 2019 FK25
- 2019 FO25
- 2019 FP25
- 2019 FR25
- 2019 FS25
- 2019 FT25
- 2019 FW25
- 2019 FY25
- 2019 FB26
- 2019 FD26
- 2019 FE26
- 2019 FF26
- 2019 FG26
- 2019 FH26
- 2019 FJ26
- 2019 FK26
- 2019 FL26
- 2019 FM26
- 2019 FN26
- 2019 FO26
- 2019 FP26
- 2019 FQ26
- 2019 FR26
- 2019 FS26
- 2019 FT26
- 2019 FV26
- 2019 FX26
- 2019 FZ26
- 2019 FA27
- 2019 FC27
- 2019 FD27
- 2019 FF27
- 2019 FG27
- 2019 FH27
- 2019 FJ27
- 2019 FK27
- 2019 FM27
- 2019 FO27
- 2019 FP27
- 2019 FR27
- 2019 FS27
- 2019 FU27
- 2019 FV27
- 2019 FW27
- 2019 FX27
- 2019 FY27
- 2019 FB28
- 2019 FD28
- 2019 FE28
- 2019 FG28
- 2019 FH28
- 2019 FK28
- 2019 FL28
- 2019 FM28
- 2019 FN28
- 2019 FO28
- 2019 FP28
- 2019 FQ28
- 2019 FR28
- 2019 FS28
- 2019 FU28
- 2019 FV28
- 2019 FW28
- 2019 FY28
- 2019 FZ28
- 2019 FA29
- 2019 FC29
- 2019 FD29
- 2019 FE29
- 2019 FF29
- 2019 FG29
- 2019 FH29
- 2019 FK29
- 2019 FL29
- 2019 FM29
- 2019 FN29
- 2019 FO29
- 2019 FP29
- 2019 FR29
- 2019 FS29
- 2019 FT29
- 2019 FV29
- 2019 FW29
- 2019 FX29
- 2019 FY29
- 2019 FZ29
- 2019 FA30
- 2019 FC30
- 2019 FE30
- 2019 FG30
- 2019 FH30
- 2019 FJ30
- 2019 FL30
- 2019 FM30
- 2019 FN30
- 2019 FO30
- 2019 FP30
- 2019 FQ30
- 2019 FR30
- 2019 FS30
- 2019 FT30
- 2019 FU30
- 2019 FV30
- 2019 FW30
- 2019 FX30
- 2019 FY30
- 2019 FZ30
- 2019 FA31
- 2019 FB31
- 2019 FC31
- 2019 FD31
- 2019 FE31
- 2019 FF31
- 2019 FG31
- 2019 FH31
- 2019 FJ31
- 2019 FK31
- 2019 FL31
- 2019 FN31
- 2019 FO31
- 2019 FP31
- 2019 FQ31
- 2019 FR31
- 2019 FS31
- 2019 FT31
- 2019 FX31
- 2019 FY31
- 2019 FZ31
- 2019 FA32
- 2019 FB32
- 2019 FC32
- 2019 FD32
- 2019 FE32
- 2019 FG32
- 2019 FH32
- 2019 FJ32
- 2019 FK32
- 2019 FO32
- 2019 FP32
- 2019 FQ32
- 2019 FR32
- 2019 FS32
- 2019 FT32
- 2019 FU32
- 2019 FV32
- 2019 FW32
- 2019 FX32
- 2019 FY32
- 2019 FZ32
- 2019 FA33
- 2019 FB33
- 2019 FC33
- 2019 FD33
- 2019 FE33
- 2019 FF33
- 2019 FG33
- 2019 FH33
- 2019 FJ33
- 2019 FK33
- 2019 FL33
- 2019 FO33
- 2019 FP33
- 2019 FQ33
- 2019 FR33
- 2019 FS33
- 2019 FT33
- 2019 FU33
- 2019 FV33
- 2019 FW33
- 2019 FX33
- 2019 FY33
- 2019 FZ33
- 2019 FA34
- 2019 FB34
- 2019 FC34
- 2019 FE34
- 2019 FF34
- 2019 FG34
- 2019 FH34
- 2019 FJ34
- 2019 FK34
- 2019 FL34
- 2019 FM34
- 2019 FN34
- 2019 FO34
- 2019 FP34
- 2019 FQ34
- 2019 FR34
- 2019 FS34
- 2019 FT34
- 2019 FU34
- 2019 FV34
- 2019 FW34
- 2019 FX34
- 2019 FY34
- 2019 FZ34
- 2019 FA35
- 2019 FC35
- 2019 FD35
- 2019 FE35
- 2019 FF35
- 2019 FG35
- 2019 FH35
- 2019 FJ35
- 2019 FK35
- 2019 FL35
- 2019 FM35
- 2019 FN35
- 2019 FO35
- 2019 FP35
- 2019 FQ35
- 2019 FR35
- 2019 FS35
- 2019 FT35
- 2019 FU35
- 2019 FV35
- 2019 FW35
- 2019 FX35
- 2019 FY35
- 2019 FZ35
- 2019 FA36
- 2019 FB36
- 2019 FC36
- 2019 FD36
- 2019 FE36
- 2019 FF36
- 2019 FG36
- 2019 FH36
- 2019 FJ36
- 2019 FK36
- 2019 FL36
- 2019 FM36
- 2019 FN36
- 2019 FO36
- 2019 FP36
- 2019 FQ36
- 2019 FR36
- 2019 FS36
- 2019 FT36
- 2019 FU36
- 2019 FV36
- 2019 FX36
- 2019 FY36
- 2019 FA37
- 2019 FB37
- 2019 FC37
- 2019 FD37
- 2019 FE37
- 2019 FF37
- 2019 FG37
- 2019 FH37
- 2019 FJ37
- 2019 FL37
- 2019 FN37
- 2019 FO37
- 2019 FP37
- 2019 FQ37
- 2019 FS37
- 2019 FT37
- 2019 FV37
- 2019 FW37
- 2019 FX37
- 2019 FY37
- 2019 FZ37
- 2019 FA38
- 2019 FB38
- 2019 FC38
- 2019 FE38
- 2019 FF38
- 2019 FG38
- 2019 FH38
- 2019 FJ38
- 2019 FK38
- 2019 FL38
- 2019 FM38
- 2019 FN38
- 2019 FO38
- 2019 FP38
- 2019 FQ38
- 2019 FR38
- 2019 FS38
- 2019 FT38
- 2019 FU38
- 2019 FV38
- 2019 FW38
- 2019 FX38
- 2019 FY38
- 2019 FZ38
- 2019 FA39
- 2019 FB39
- 2019 FC39
- 2019 FD39
- 2019 FE39
- 2019 FF39
- 2019 FG39
- 2019 FH39
- 2019 FK39
- 2019 FL39
- 2019 FM39
- 2019 FN39
- 2019 FO39
- 2019 FP39
- 2019 FQ39
- 2019 FR39
- 2019 FS39
- 2019 FT39
- 2019 FU39
- 2019 FV39
- 2019 FW39
- 2019 FX39
- 2019 FY39
- 2019 FZ39
- 2019 FA40
- 2019 FB40
- 2019 FC40
- 2019 FD40
- 2019 FE40
- 2019 FF40